# Alberto Losada
Alberto Losada Alguacil (Sant Just Desvern, Barcelona, España, 28 de febrero de 1982) es un ciclista español.
Debutó como profesional en 2006 con el equipo Kaiku. En 2007 fichó por el equipo Caisse d'Epargne. Desde la temporada 2011 corrió para el equipo ruso del Katusha hasta su retirada en 2017.

## Biografía
Losada pasó a profesional en 2006 con el equipo Kaiku, fichando el año siguiente por el Caisse d'Epargne y en 2011 por el Team Katusha. No consiguió ninguna victoria como profesional, sin embargo, en 2011 consiguió dos buenos resultados: un quinto puesto de etapa en la Vuelta a Suiza y un séptimo puesto de etapa en el Giro de Italia. Alberto Losada cuenta con seis participaciones en el Giro de Italia, tres en el Tour de Francia y siete en la Vuelta a España.
El 15 de noviembre de 2017 anunció su retirada del ciclismo tras doce temporadas como profesional y con 35 años de edad. Sin embargo, seguiría ligado a la bicicleta ya que se centraría en la modalidad de MTB Marathon.

## Palmarés
No logró ninguna victoria como profesional.

## Resultados en Grandes Vueltas
| Carrera | Carrera         | 2006 | 2007 | 2008 | 2009 | 2010 | 2011 | 2012 | 2013  | 2014 | 2015 | 2016 | 2017  |
| ------- | --------------- | ---- | ---- | ---- | ---- | ---- | ---- | ---- | ----- | ---- | ---- | ---- | ----- |
|         | Giro de Italia  | —    | 60.º | —    | —    | 53.º | 55.º | 54.º | —     | 36.º | —    | —    | 147.º |
|         | Tour de Francia | —    | —    | —    | —    | —    | —    | —    | 109.º | —    | 58.º | 67.º | —     |
|         | Vuelta a España | —    | —    | 24.º | —    | —    | 46.º | 37.º | Ab.   | 42.º | 31.º | 59.º | 72.º  |

—: no participa

Ab.: abandono

## Equipos
- Kaiku (2006)
- Caisse d'Epargne (2007-2010)
- Katusha (2011-2017)
  - Katusha Team (2011-2013)
  - Team Katusha (2014-2016)
  - Team Katusha-Alpecin (2017)